# David Estevan Gómez
David Estevan Gómez (1872-1936) fue un escritor español.

## Biografía
Nació en 1872 en la localidad segoviana de Sepúlveda. Literato y poeta, cursó en Granada la carrera de Leyes. En el siglo XX desempeñó la Secretaría del Ayuntamiento de Almería, ciudad en la que residió desde su juventud y en la que desarrolló su carrera literaria. Cultivó la lírica tradicional española, en opinión de Francisco Cuenca «abundante en tópicos e imágenes artificiosas; y es por eso un poeta verbalista de la antigua escuela, cuyas composiciones deslumbran con los artificios de la ampulosa produciendo pasajera pero intensa emoción». Muchas de sus poesías fueron laureadas en certámenes literarios. El Casino de Almería, del cual fue bibliotecario, editó sus composiciones en un volumen titulado Cantos de amor y fé. También publicó la obra Allende el mar, crónicas de un viaje a Orán. En 1928 fue declarado hijo adoptivo de Almería. Falleció en la noche del 10 de febrero de 1936 en Almería.